# Proiezione cilindrica equidistante

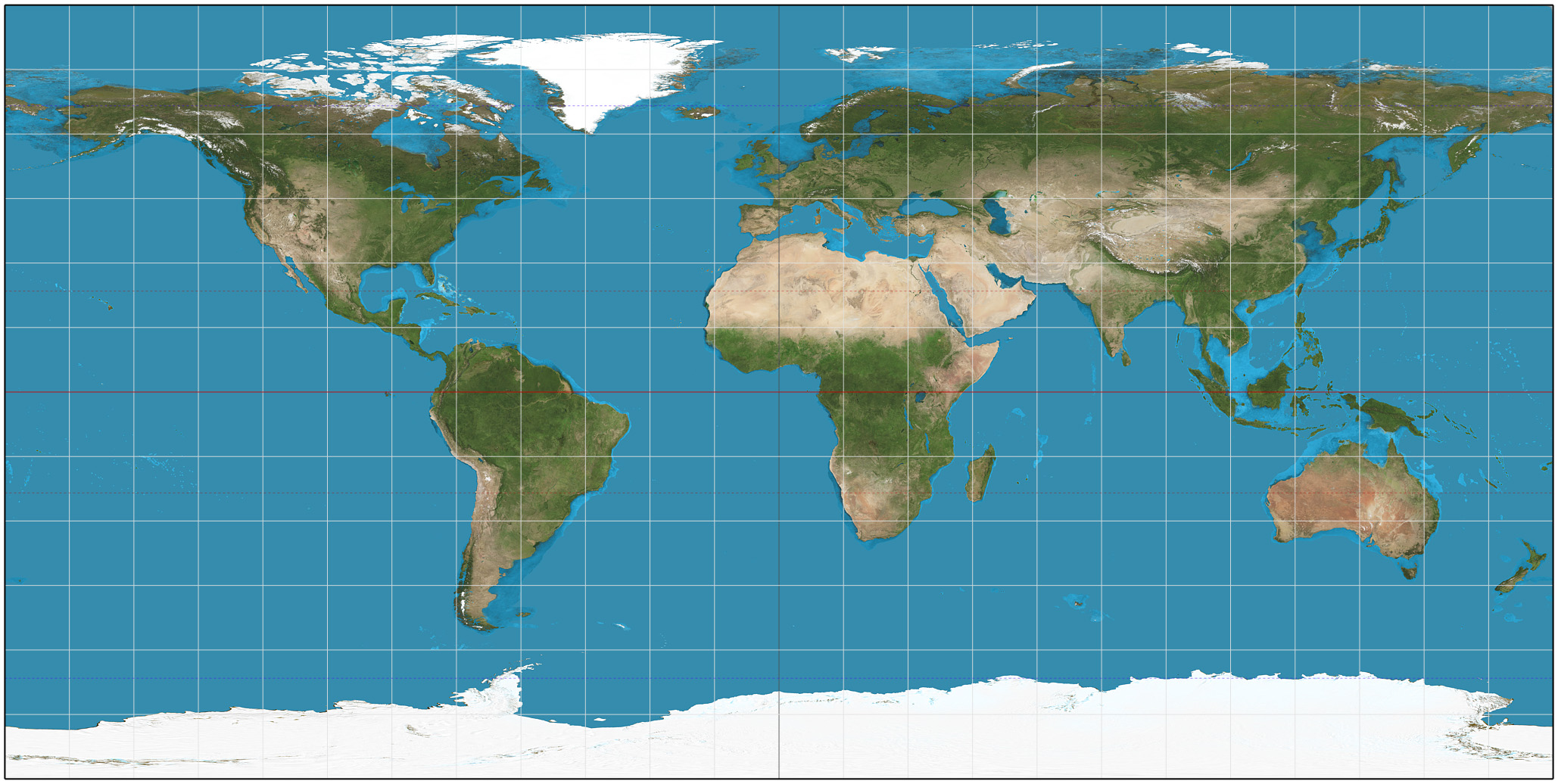
Planisfero secondo la proiezione cilindrica equidistante (il parallelo "standard" è l'equatore)

La proiezione cilindrica equidistante è una proiezione cartografica molto semplice, attribuita a Marino di Tiro, che secondo Claudio Tolomeo inventò la proiezione intorno al 100 d.C.
A causa delle distorsioni che introduce, questa proiezione ha scarso uso nelle carte nautiche e catastali e trova il suo uso principale nelle carte tematiche. Negli ultimi decenni il caso particolare in cui la superficie cilindrica è tangente la sfera è usato da raster datasets, come Celestia e NASA World Wind, grazie della semplice relazione fra la posizione di un pixel sulla carta e il punto corrispondente sulla Terra.

## Descrizione
La proiezione consiste semplicemente nel considerare le coordinate geografiche della latitudine e della longitudine come delle coordinate cartesiane.
Tuttavia la trasformazione effettuata si definisce come una proiezione della superficie di una sfera sulla superficie di un cilindro, il cui asse coincide con l'asse dei poli.
I meridiani sono quindi rappresentati da linee rette verticali poste a distanze uguali, e i paralleli da linee rette orizzontali disposte a intervalli uguali. Si tratta, perciò, del più semplice fra i possibili reticolati cartografici.
Per quanto detto, i poli sono rappresentati della stessa lunghezza dell'Equatore, perciò la deformazione delle aree aumenta verso i poli. La proiezione non è nemmeno una trasformazione isogona.

## Formule

La proiezione cilindrica equidistante con gli indicatori di deformazione di Tissot

La formula generale è valida per tutti i casi in cui la superficie cilindrica scelta sia secante la sfera lungo i due paralleli "standard".
Si definiscono:
{\displaystyle \scriptstyle \lambda } la longitudine del punto da proiettare rispetto a un meridiano di riferimento e assegnando convenzionalmente segno positivo alle longitudini E e negativo a quelle O;
{\displaystyle \scriptstyle \varphi } è la latitudine del punto da proiettare rispetto all'equatore e assegnando convenzionalmente segno positivo alle latitudini N e negativo a quelle S;
{\displaystyle \scriptstyle \varphi _{1}} la latitudine dei paralleli "standard" (a nord e a sud dell'equatore) lungo i quali la scala della proiezione è rispettata;
{\displaystyle x} la coordinata orizzontale del punto proiettato sulla carta;
{\displaystyle y} la coordinata verticale del punto proiettato sulla carta.
Date le definizioni di cui sopra, le formule per proiettare sul piano un punto posto sulla superficie della sfera saranno:
{\displaystyle {\begin{aligned}x&=\lambda \cos \varphi _{1}\\y&=\varphi \end{aligned}}}
Il punto (φ0, λ0) risulterà proiettato al centro della carta, sull'origine degli assi cartesiani.
I paralleli compresi fra i due paralleli "standard" verranno raffigurati accorciati, mentre quelli verso i poli risulteranno allungati. La distorsione è misurata dalla relazione  {\displaystyle \cos(\varphi _{1})/\cos(\varphi )}.

## Casi limite

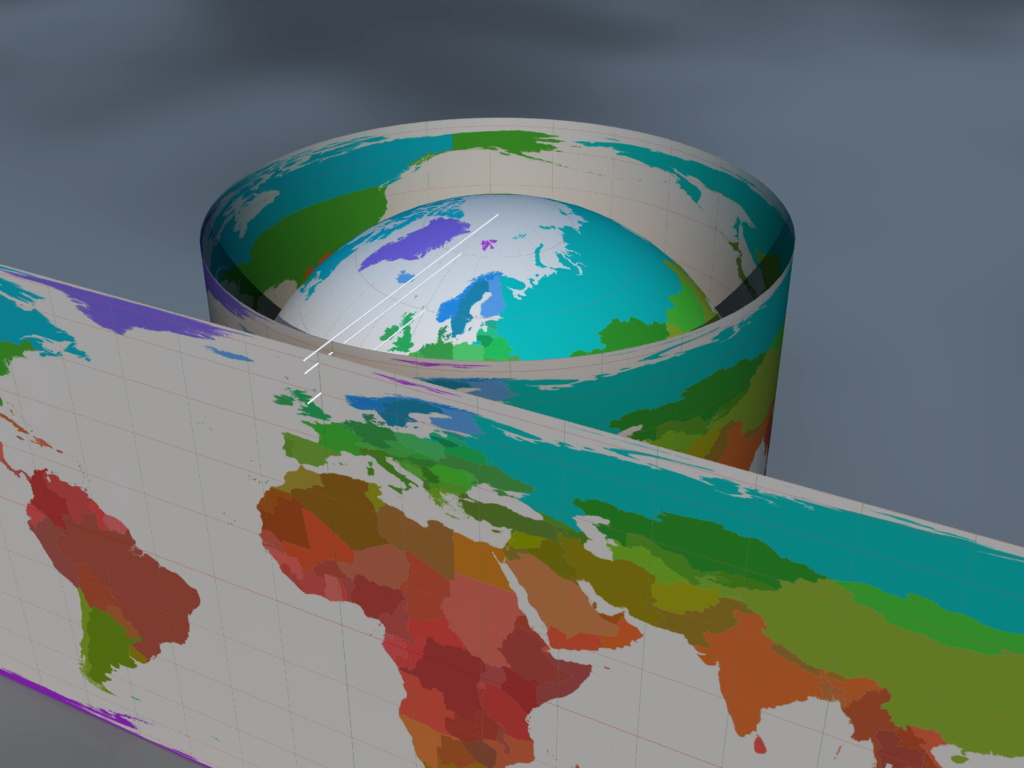
Come la Terra viene proiettata su di una superficie cilindrica tangente l'Equatore

Il caso limite della proiezione cilindrica equidistante è rappresentato dall'ipotesi in cui il parallelo "standard" scelto sia l'Equatore, con le conseguenze che si ha un solo parallelo "standard" anziché due, e che la superficie cilindrica di proiezione non sia secante, bensì tangente la sfera.
In questo caso particolare, {\displaystyle \scriptstyle \varphi _{1}} vale 0, e perciò le funzioni risulteranno:
{\displaystyle x=\lambda ,}
{\displaystyle y=\varphi \,}
Questa variante è quella usata da Marino di Tiro intorno al 100 d.C..